# شهرستان لاهیجان
شهرستان لاهیجان یکی از شهرستان‌های استان گیلان در شمال ایران است. مرکز این شهرستان شهر لاهیجان است. از زیبایی‌های این شهر می‌توان به شیطان کوه، استخر لاهیجان، طالاب سوستان، بام سبز اشاره کرد.

## تاریخچه و مردم
شهرستان لاهیجان تا قبل از سال ۱۳۴۵ از آستانه اشرفیه تا چابکسر را تحت حوزه استحفاظی خود داشت و با یک فرمانداری اداره می‌شد که پیش از انقلاب اسلامی ایران بخش‌های رودسر و لنگرود هر کدام به شهرستان تبدیل شدند و پس از انقلاب اسلامی نیز آستانه اشرفیه هم به شهرستان تبدیل و هم‌اکنون فقط بخش رودبنه باقیمانده است. لاهیجان پیش از انقلاب با توجه به وسعت و موقعیت تاریخی، فرهنگی، توریستی به همراه شهرستان‌های ایلام، سمنان و همدان در ردیف فرمانداری کل قرار داشته که این شهرستان‌ها به فرمانداری کل تبدیل شدند اما لاهیجان از لیست فرمانداری کل حذف شد و پس از انقلاب اسلامی ایران فرمانداری‌های کل ایلام، سمنان و همدان به استان ارتقاء یافتند اما لاهیجان همچنان شهرستان باقی ماند و فرمانداری‌های کل نیز پس از انقلاب از تقسیمات کشوری حذف شدند و مدارس عالی مدیریت که در شهرستان‌های مذکور وجود داشت به دانشکده مدرسه عالی مدیریت تبدیل و مدرسه عالی مدیریت لاهیجان نیز منحل شد.
شهرستان لاهیجان دارای یک نماینده در مجلس شورای اسلامی است. مردم لاهیجان از قوم گیلک هستند.

## تقسیمات کشوری
این شهرستان دارای دو بخش و شش دهستان به نام‌های زیر است:
- بخش مرکزی شهرستان لاهیجان
  - دهستان آهندان
  - دهستان لفمجان
  - دهستان لیالستان
  - دهستان لیل

شهر: لاهیجان
- بخش رودبنه
  - دهستان رودبنه
  - دهستان شیرجوپشت

شهر: رودبنه